# Athos Bigongiali
Athos Bigongiali (San Giuliano Terme, 6 gennaio 1945) è uno scrittore italiano.

## Biografia
Il suo esordio nella narrativa è del 1989 con il romanzo Una città proletaria (Sellerio, rieditato nel 2016 da Mds Editore con l'aggiunta di altri quattro capitoli), dal quale sono stati tratti l'omonimo spettacolo teatrale (1990), firmato da Paolo Pierazzini e Francesco Bruni, e l'opera lirica Il Paradiso degli esuli (1992), musicata da Bruno de Franceschi su libretto di Stefano Del Seta.
Le sue pubblicazioni successive sono la raccolta di racconti Avvertimenti contro il mal di terra (Sellerio, 1990), il romanzo sulla vita del patriota irlandese Roger D.Casement, Veglia irlandese (Sellerio, 1992) e il volume Lettera al Dr. Hyde di R.L. Stevenson (Sellerio, 1994). Ancora successive sono la partecipazione alla messa in scena con Giuseppe Cederna del Sermone di Natale, di R. L. Stevenson e le pubblicazioni del romanzo Le ceneri del Che (Giunti, 1996), da cui è stato tratto l'omonimo dramma teatrale messo in scena in Italia e in America Latina da Paolo Pierazzini e Rodolfo Rodríguez, del romanzo Ballata per un'estate calda (Giunti 1998), finalista del Premio Viareggio e del Premio Zerilli Marimò - New York University, del volume Pisa una volta. Una storia illustrata (Pacini, 2000), del romanzo Il Clown (Giunti, 2007), della raccolta di racconti L'ultima fuga di Steve McQueen (Felici, 2011), covincitore del Premio Perelà, del volume Sebben che siamo donne (Felici, 2013), scritto con Giuseppe Meucci, del romanzo Johnny degli angeli. Un delirio hollywoodiano (MdS Editore, 2018).
Tra le numerose antologie a cui l'autore ha partecipato con racconti si segnalano Fosfori (Nardi Editore, 1992, a cura di Alessandro Agostinelli), Millennium (Nabu, 2001, a cura di Simona Micali), Scrittori contro la pena di morte (Le Lettere, 2001, a cura di Alba Donati), Mica male il tuo libro (Aliberti, 2006, a cura di Alberto Sebastiani), Decamerone 2013 (Felici, a cura di Marco Vichi), Sosteneva Tabucchi (Felici 2014, a cura di Luca Ricci). Nel 2003 l'autore ha partecipato con il racconto “Tre per Pontedera” al volume Vespa. Un'avventura italiana nel mondo, edito da Giunti e dalla Fondazione Piaggio per il 50º anniversario della Vespa. Sono del 1999 e del 2001 i radiodrammi scritti per la RAI-Radiotre (programma Centolire).
Collaboratore delle pagine culturali di vari giornali e riviste Athos Bigongiali è attualmente membro di giuria del Premio Nazionale Letterario Pisa per la sezione Narrativa, del Premio Edizione Straordinaria e presidente della giuria del Premio Ultima Frontiera.